# Paul Mockapetris
Paul V. Mockapetris (Boston, 1948) es un informático estadounidense y pionero de Internet, quien, junto con Jon Postel, inventó el DNS (sistema de nombres de dominio) de internet.

## Reseña biográfica
Mockapetris se graduó de la Boston Latin School en 1966, y luego obtuvo un doble grado de bachillerato en ciencias en Física e Ingeniería Eléctrica del MIT en 1971, y un doctorado en Información y Ciencias de la Computación de la Universidad de California en Irvine en 1982.
En 1983, él propuso una arquitectura para el sistema de nombres de dominio (domain name system) en los RFC 882 y RFC 883. Él había reconocido el problema en la Internet temprana (en ese tiempo ARPAnet) de tener la traducción de nombres a direcciones en una sola tabla en un solo equipo, y en vez de eso propuso una base de datos dinámica y distribuida de DNS: esencialmente el DNS como existe al día de hoy.
Paul creó DNS en la década de 1980 en el Instituto de Ciencias de la Información (ISI) de la USC, donde más tarde fue el director de Computación de Alto Rendimiento del ISI y la División de Comunicaciones. A lo largo de su carrera, Paul ha contribuido a la comunidad de investigación de la computación y la evolución de la Internet. Su primer trabajo en la UC Irvine en sistemas distribuidos y la tecnología inalámbrica precedió a los diseños de Ethernet y Token Ring.
En la ISI, después de trabajar en el diseño e implementación inicial del protocolo SMTP para el correo electrónico como parte del nacimiento de Internet en 1983, Paul tomó el reto de diseñar DNS, y luego operaba los "servidores raíz" originales para todos los nombres de Internet. Después de la creación formal del Grupo de trabajo de ingeniería de internet (IETF) en 1986, el DNS se convirtió en uno de los estándares de Internet originales. El IETF sigue siendo el foco de nuevas aplicaciones y extensiones de los DNS. 
Mockapetris fue director del programa para la creación de redes en ARPA (1990-1993), luego fue Presidente de la IETF 1994 a 1996 y miembro del Internet Architecture Board (IAB) en 1994 y 1995; sirvió como presidente del Grupo de Trabajo de Investigación del Consejo Federal de Redes de EE. UU.
Paul ocupó puestos de liderazgo en varias startups de Silicon Valley,  empleado número dos en @Home (1995–1997), Software.com (1997–1998) (hoy OpenWave), Fiberlane (hoy Cisco), Cerent/Siara (hoy Redback Networks) (1998–1999), Urban Media (1999–2001), y NU Domain (desde 1999);
Paul Mockapetris, el inventor del sistema de nombres de dominio (DNS) y considerado por ello uno de los padres de Internet, es Director Científico y Presidente de la Junta en Nominum, empresa que suministra el software DNS para más de 100 operadores de todo el mundo, entre ellos Telefónica, Comcast, NTT, entre otros.

## Premios
1997 Premio de Excelencia de Telecomunicaciones John C. Dvorak "Logro Personal - Ingeniería de Red" por el diseño y la implementación de DNS
2002 Premio al alumno destacado de la Universidad de California, Irvine
2003 IEEE Internet Award por sus contribuciones al DNS
2005 Premio ACM SIGCOMM por la contribución de vida en el campo de las redes de comunicaciones en reconocimiento por su trabajo fundamental en el diseño, desarrollo y despliegue del Domain Name System, y su liderazgo en el desarrollo de la arquitectura de Internet
2006 ACM SIGCOMM Test of Time Award por la coautoría del ensayo "Development of the Domain Name System"
2012 Fue presentado por la Internet Society en el Salón de la Fama de Internet como un "innovador"
2013 Doctorado honoris causa por la Universidad Miguel Hernández (Alicante, España)
2015 Doctorado honoris causa por la Universidad Ramón LLull.

## Requests for Comments (RFCs)
- RFC 1035 - Domain Names - Implementation and Specification, noviembre de 1987
- RFC 1034 - Domain Names - Concepts and Facilities, noviembre de 1987
- RFC 973 - Domain System Changes and Observations, enero de 1986 (reemplazado por RFC 1034 y RFC 1035)
- RFC 883 - Domain Names - Implementation and Specification, noviembre de 1983 (actualizado por RFC 973, reemplazado por RFC 1034 y RFC 1035)
- RFC 882 - Domain Names - Concepts and Facilities, noviembre de 1983 (actualizado por RFC 973, reemplazado por RFC 1034 y RFC 1035)